# Liethe (Bode)
Die Liethe ist ein ehemaliger Mündungsarm der Wipper. Sie zweigt heute bei Amesdorf von der Wipper ab, ist aber durch das Einlaufbauwerk Liethe (Wehr) von dieser abgesperrt und wird nur bei Hochwasser vollständig durchflossen. Die Liethe ist 8,8 Kilometer lang, durchfließt Güsten und Rathmannsdorf und mündet bei Staßfurt in die Bode.

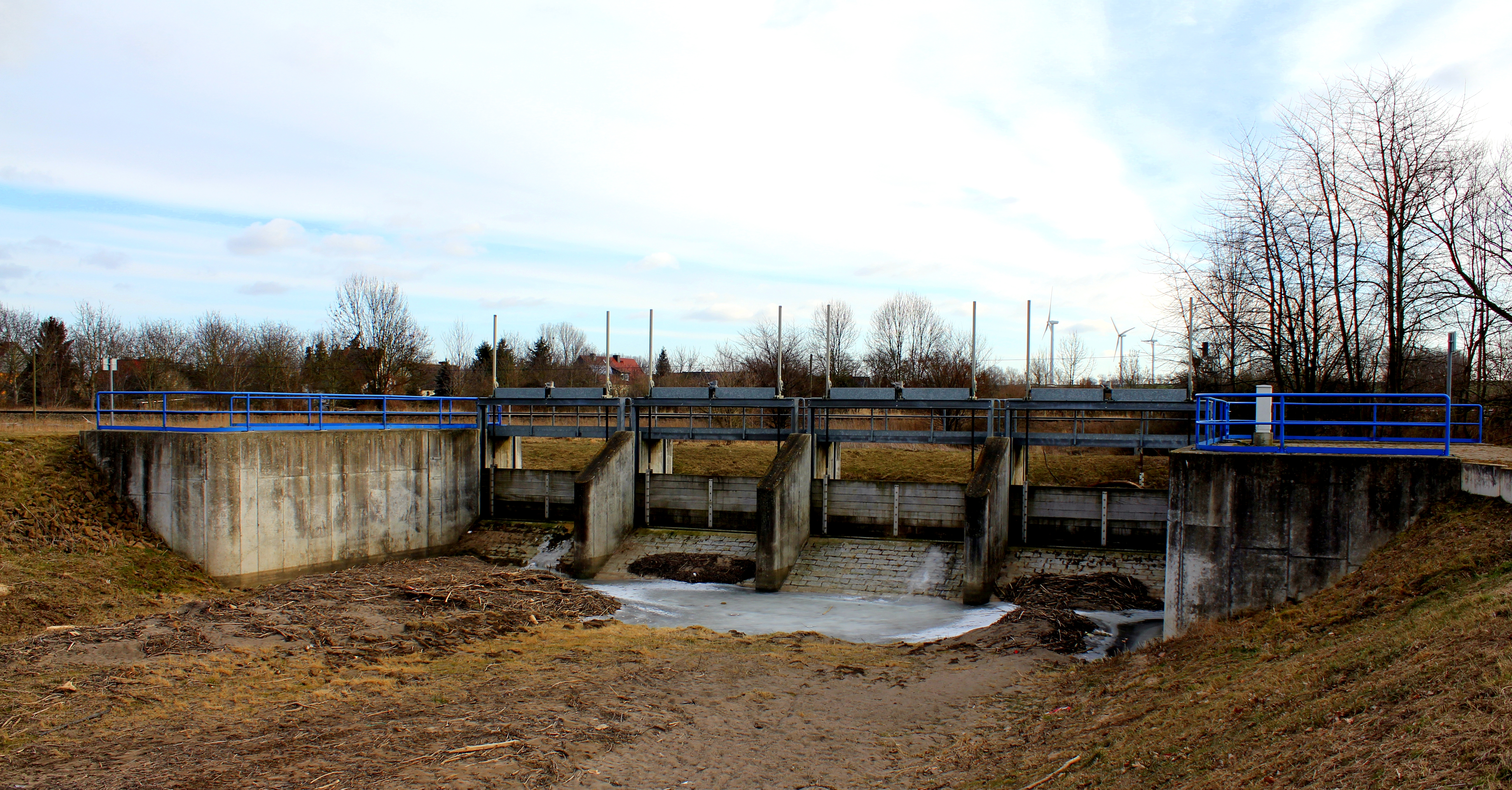
Einlaufbauwerk der Liethe aus der Wipper bei Amesdorf (Luftseite)
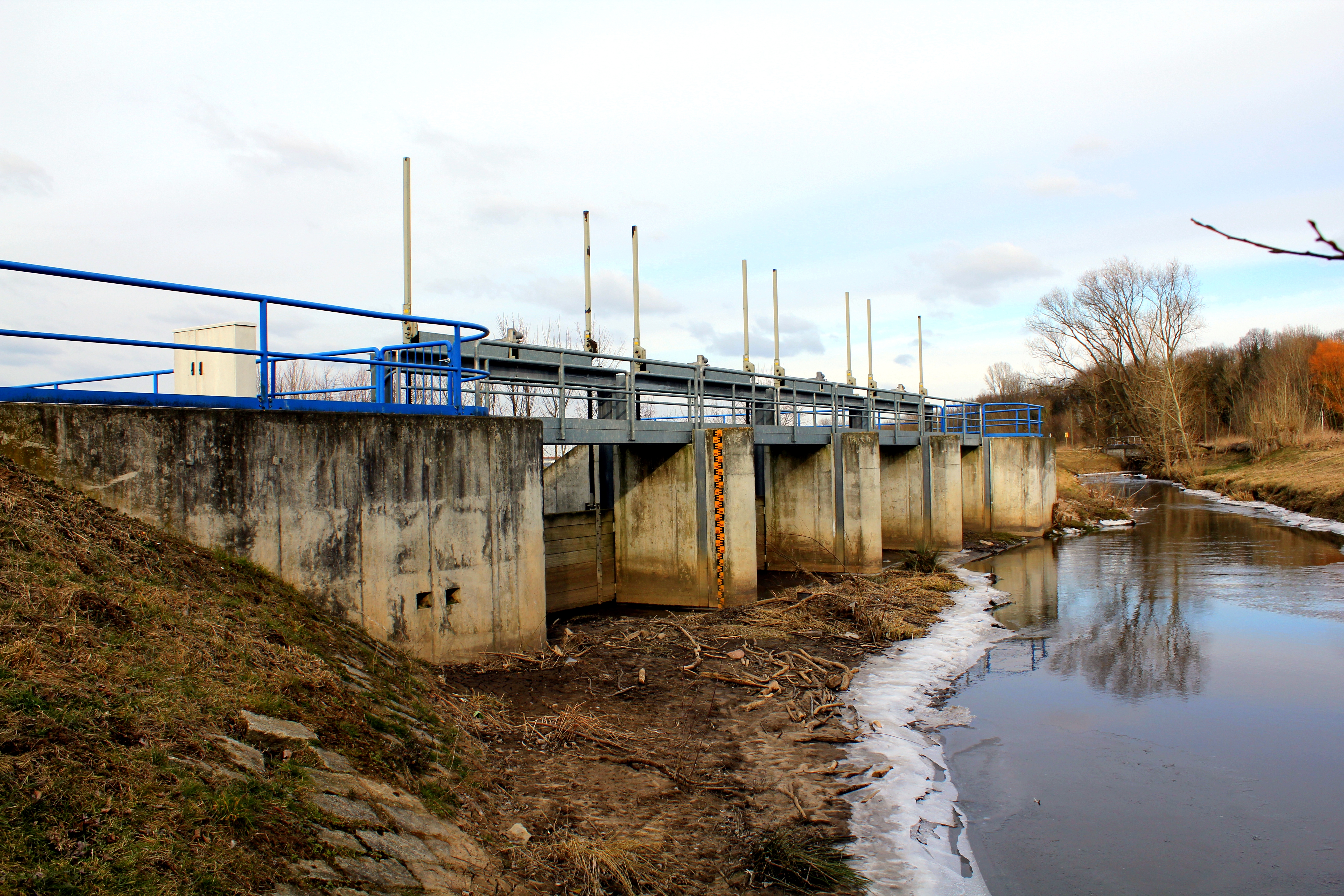
Einlaufbauwerk der Liethe aus der Wipper bei Amesdorf (Wasserseite)
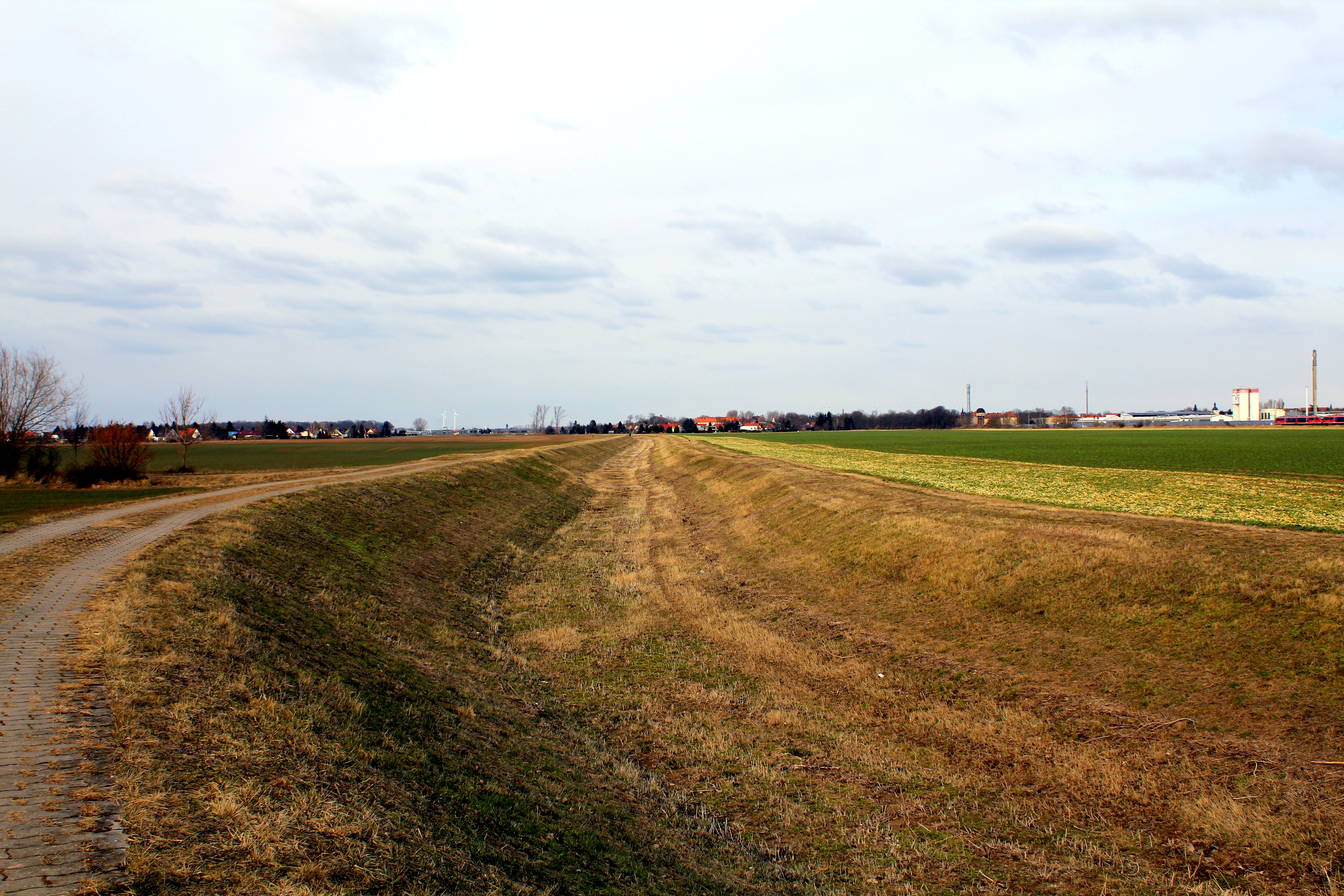
Liethe bei Amesdorf